# Toomas Tõniste
Toomas Tõniste (ur. 26 kwietnia 1967 w Tallinnie) – estoński żeglarz sportowy i polityk, dwukrotny medalista olimpijski, parlamentarzysta, w latach 2017–2019 minister finansów.

## Życiorys
Uprawiał zawodowo żeglarstwo, brał udział w czterech igrzyskach olimpijskich (1988, 1992, 1996, 2000). Dwukrotnie zdobył medale w klasie 470. W 1988 w barwach ZSRR wywalczył srebro, a cztery lata później, już w barwach Estonii, zdobył brąz. Podczas obu startów partnerował mu brat bliźniak Tõnu Tõniste.
Ukończył studia z zakresu wychowania fizycznego na Uniwersytecie w Tartu. Od pierwszej połowy lat 90. zajmował różne stanowiska w spółkach prawa handlowego. Zaangażował się w działalność polityczną w ramach ugrupowania Isamaa ja Res Publica Liit, był m.in. radnym miejskim w Tallinnie i przewodniczącym frakcji radnych swojego ugrupowania. W latach 2007–2015 przez dwie kadencje sprawował mandat posła do Zgromadzenia Państwowego, kierował komisją spraw gospodarczych estońskiego parlamentu. Od 2016 do 2017 przewodniczył radzie nadzorczej przedsiębiorstwa EVR Cargo. W 2017 dołączył do rządu Jüriego Ratasa, obejmując urząd ministra finansów. Funkcję tę pełnił do 2019.